# Dronningestolen (Silkeborg)
 For alternative betydninger, se Dronningestolen (flertydig). (Se også artikler, som begynder med Dronningestolen)
Dronningestolen er et 65 meter højt punkt i Nordskovens nordvestligste hjørne ved Silkeborg.
Skovdrift i Silkeborgskovene har gennem tiden betydet, at udsigterne har flyttet sig eller er groet til. Før skoven omkring 1900 voksede til var der fra Dronningestolen en storslået udsigt over hele Silkeborg og store dele af de mindre omkringliggende søer. Nu er træerne kun friholdt i en smal kile, som giver udsyn over et lille udsnit Sydbyens hustage.
Dronningestolen er som det tilsvarende udsigtspunkt ”Kongestolen” ved Slåensø i Sønderskov første gang nævnt på Mansas kort over Nørrejylland i 1846. Siden er det indgået som én af de kendteste lokaliteter i Nordskoven. Det er en almindelig antagelse, at de to udsigtspunkter refererer til samme kongepar og er navngivet på samme tidspunkt.
Selve efterledet "stol" betyder på ældre dansk noget i retning af "ophøjet sæde" eller "trone". Det opstår som efterled på lignende navne i perioden 1450-1650, hvilket taler for, at Kongestolen og Dronningestolen er meget gamle stednavne. De figurerer dog ikke på Videnskabernes kort fra 1781, men andre ældre kendte stednavne er heller ikke medtaget her, så det skal måske ikke tillægge stor betydning. I øvrigt kendes navnene Kongestolen og Dronningestolen fra andre steder i landet, bedst kendt er Dronningestolen – det højeste punkt på Møns Klint og Dronningestolen på Østgrønland.
Det kan ikke afgøres med sikkerhed, hvilket kongepar, der har lagt navn til de to udsigtspunkter.
Michael Drewsens farbroder, Adolph Ludvig Drewsen, beretter i sin berømte dagbog fra 1850 "Fra og om Silkeborg" (p.69), at Kongestolen er opkaldt efter Frederik 6. eller Christian 8., som begge har besøgt Silkeborg-området. Står dette udsagn til troende betyder det, at Dronningestolen kan være opkaldt efter Dronning Marie Sophie Frederikke (1767-1852), som blev gift med den senere Frederik 6. i 1790. Eller Dronning Caroline Amalie (1796-1881), som i 1815 blev gift med den senere Christian 8. Caroline Amalie lægger i øvrigt også navn til det berømte udsigtspunkt Karoline Amalies Høj i Østerskov.
Meget taler dog for, at navngivningen af Kongestolen har fundet sted under Christian 8.’s og Caroline Amalies 5 dages ophold i området i 1840. Derfor kan Dronningestolen være endnu et udsigtspunkt navngivet til ære for dronning Caroline Amalie.
Dronningestolen har i øvrigt ved flere lejligheder været brugt som samlingssted ved foreningssammnenkomster og som mål for udflugter. I 1880’erne og 1890’eme havde Afholdsbevægelsen store møder i Nordskoven med op til 5.000 deltagere – og der kan næsten kun være tale om Dronningestolen. Endelig var der 13. juni 1897 en stor afholds- og folkefest i dalen nedenfor Dronningestolen med taler af fremtrædende politikere, der støttede afholdsbevægelsen.
I årene omkring 1915 afholdt Indre Mission og KFUM store grundlovsmøder, hvor der oven i købet kom tusindvis af udenbys unge deltagere med særtog.
Om vinteren har stedet været benyttet til ski- og kælkebakke. Lidt længere fremme ad Hårupvej byggedes således i 1925-26 landets længste kælkebane.